# 王宗尹
王宗尹（15世紀—16世紀），字商甫，江西吉安府泰和縣南富人，明朝政治人物。

## 生平
王宗尹年少喪父，教授小童以養育母親，嘉靖七年（1528年）中舉人，興建書院讓四方學者來教授，授杭州通判，代理錢塘知縣，當時正值旱災，他向富人借糧開粥廠賑濟，有人勸他應該避嫌，他回答：「我為救民而死，怎會顧及非議？」因此被流言中傷，降任泗州知州，大計當天他昂然在公廷自述其冤枉，目擊者都愕然。
在泗州他勤政節儉，又和諸生講學，並上疏請求免除當地養馬役務，讓當地人感恩，不久朝廷得到推薦他的奏章，改任永州通判，歸還朝廷買米的金錢，受命征剿苗族流寇有功，獲擢升時又被中傷而改任荊門知州，他因此決定辭官回鄉。後來苗族人再次作亂，總督張岳主理軍務，特奏讓他擔任道州知州，再陞常德同知後去世。
他在家居時與族兄王貞善以孝友知名，人稱「二王」。

## 引用
1. 1 2  同治《泰和縣志·卷十七·列傳》：王宗尹，字商甫，南富人，少喪父，貧資，童蒙師以養母，領嘉靖九年【七年】鄉薦，約同志創書院以居四方學者。初通判杭州，攝錢塘篆，值歲凶貸粟富室，設廠分賑，或勸引嫌，宗尹曰：「吾為民救死，安計毀譽？」果有嫉之者中以飛語，遷泗州守，御史聽嫉者言，上其事於銓部，時宗尹以應覲至銓部，已列黜矣，其日大計，宗尹挺然立庭下白其實冤之故，觀者駭愕；後出其薦章觀之，得調永州。在泗在永皆有惠政，而疏豁種馬，及還當道發糴之銀者尤人所難。尋承檄勦苗寇，功當超擢，卒中忌者乃轉知荊門州，遂棄官歸，久之苗復熾，總督張嶽辟參軍務，特奏補道州尹，未幾擢貳常德卒；家居與族兄貞善篤於孝友，時稱二王。 康熙志
2. ↑  光緒《泗虹合志·卷九·職官志下》：王宗尹，由杭州通判知州事，清雅端介、勤政節用，民賴以安，當繁劇尤見從容，至與諸生講學皆有淵源，為民上疏乞免養馬，至今德之，祀名宦。